# Euryplatea nanaknihali
Euryplatea nanaknihali là một loài ruồi thuộc nhóm ruồi lưng gù phorid (gồm khoảng 4.000 loài) sinh sống ở tại Thái Lan vừa được phát hiện và công nhận là loài ruồi nhỏ nhất thế giới với kích thước nhỏ hơn gấp năm lần so với ruồi giấm, thậm chí còn bé hơn hạt muối (0,4 mm) nhưng lại không kém phần hung bạo so với họ hàng của mình. Viện Bảo tàng tự nhiên Los Angeles (Mỹ) đã tìm ra loài ruồi mới tại Công viên quốc gia Kaeng Krachan (Thái Lan). Đây cũng là loài ruồi đầu tiên thuộc dạng này được phát hiện ở châu Á.